# 先崎干拓
先崎干拓（まっさきかんたく）は、千葉県佐倉市の大字。2017年10月31日現在の人口は0人。郵便番号は285-0000。

## 地理
北は印西市岩戸干拓、東は小竹干拓、南は先崎、西は保品、北西は印西市吉田干拓に隣接している。

## 小・中学校の学区
市立小・中学校に通う場合、学区は以下の通りとなる。
| 地域 | 小学校             | 中学校             |
| ---- | ------------------ | ------------------ |
| 全域 | 佐倉市立青菅小学校 | 佐倉市立井野中学校 |

## 施設
- 手操揚排水機場